# Desinit in piscem
Desinit in piscem è un'espressione latina che, tradotta letteralmente, significa termina a coda di pesce. (Orazio, Ars poetica, 4).
Deriva da un verso dell'Ars poetica nel quale l'opera d'arte senza unità è paragonata a un busto di bella donna che termina con la coda di pesce. Il verso completo è "Desinit in piscem, mulier formosa superne".
Si dice delle cose il cui fine non corrisponde al principio, iniziate bene e finite male.
L'espressione si riferisce non a un generico busto di donna che proseguendo in basso si modifica in pesce, ma raffigura e descrive in modo epigrammatico le due facies della sirena: «bella superiormente, finisce a mo' di pesce».